# Go-Cart (programma televisivo)
Go-Cart è stato un programma televisivo italiano di genere contenitore rivolto ai bambini, andato in onda su Rai 2 nella fascia preserale, che presentava cartoni animati della Warner Bros. Animation. Prese il via il 3 luglio 1995 e venne chiuso il 28 marzo 1998, lasciando il posto al game show Il lotto alle otto. Il programma, che nel 1995 ha segnato l'esordio di Maria Monsè, nella serata prima e dopo il TG2 ha avuto uno spin-off di nome Arriba!!! Arriba!!! con la conduzione di Heather Parisi, titolo alternativo che sarebbe stato modificato in Go-Cart - dai 2 agli 80.

## Orario
Dal 3 luglio al 4 novembre 1995 la trasmissione iniziò alle 20:20, durando circa 20 minuti. Dal 6 novembre, con lo spostamento del TG2 alle 20:30, l'inizio venne anticipato alle 19:50, tutti i giorni dal lunedì al sabato. Dal 1996 al 1998, l'orario d'inizio della puntata del sabato era fissato alle 18:50.

## Struttura del programma
Il contenitore Go-Cart, tra un cartone e l'altro, prevedeva dei momenti in studio in cui le conduttrici Maria Monsè e Violante Placido interagivano con il co-conduttore e disegnatore Silvio Scotti, con Andrea Golino nel ruolo di Ugo (personaggio umano proveniente dai cartoni animati), o con il pubblico a casa, per il quale erano programmati dei giochi telefonici a premi.
Dato il successo dei primi anni, il programma guadagnò uno spazio molto più ampio rispetto ai 20 minuti degli esordi, fino a diventare un preserale in piena regola. Man mano vennero aggiunti nuovi giochi e soprattutto alcuni personaggi, interpretati da attori, disegnati o in peluche, che diventarono presto mascotte; a tal proposito la sua mascotte simbolo fu un papero rosa con cappello e cravatta verdi (animato da Guido Manuli e doppiato da Mario Scarabelli).

### Edizioni
Nel corso delle prime due edizioni, la trasmissione andò in diretta in trasferta ad Amalfi per il Cartoons on the Bay; in questa occasione erano eccezionalmente presenti in trasmissione anche i bambini come pubblico. Inoltre, spesso il programma andava in onda eccezionalmente in prima serata, come apertura e chiusura di un film d'animazione di passaggio su Rai 2. 

### Lista di cartoni trasmessi
- Animaniacs
- Freakazoid
- Mignolo e Prof
- I misteri di Silvestro e Titti
- Looney Tunes

## Go-Cart Mattina
Andava in onda la mattina alle 7:00 dal 7 aprile 1997 per sostituire Quante storie. Non c'erano conduttori per questa edizione che andava in onda anche dopo la soppressione del Go-Cart serale. Il programma venne chiuso il 16 ottobre 2005, venendo così sostituito il giorno dopo da Random, un programma simile.

### Lista di cartoni trasmessi

#### Grandi classici
- Collericamente vostro "Braccio di Ferro"
- Ernesto Sparalesto
- Lupo de Lupis
- Pixie e Dixie
- Braccio di Ferro
- Svicolone
- Tom & Jerry

#### Cartoni occidentali
- A casa di Gloria [1ª TV]
- Adorabili pesti
- Albert il quinto moschettiere
- Anche i cani vanno in paradiso
- Animal Crackers[2] [1ª TV]
- Animaniacs
- Babbo X[2] [1ª TV]
- Baby Looney Tunes
- Balin
- Barbarossa
- Benjamin [1ª TV]
- Billy the Cat[2] [1ª TV]
- Blackstar [1ª TV]
- Buon compleanno
- Buzz e Poppy [1ª TV]
- Catastrofici castori[2] [1ª TV]
- Cédric [1ª TV]
- Clifford [1ª TV]
- Cocco Bill [Solo prima serie]
- Cuccioli [1ª TV, solo prime due stagioni]
- Dog City
- Don Coyote e Sancho Panda
- Fantasmi detectives [1ª TV]
- Flipper & Lopaka [1ª TV, solo prima stagione]
- Freakazoid
- Free Willy [1ª TV]
- Gary & Mike [1ª TV]
- Gemelle più che mai [1ª TV]
- Geronimo Stilton (1999-2005)
- Gibì e Doppiaw[2]
- Gli imbattibili Save-Ums! [1ª TV]
- George Shrinks [1ª TV]
- Grimmy[2]
- Hello Kitty's Paradise
- Hilltop Hospital
- I Cuordileone [1ª TV]
- I gemelli Cramp
- I misteri di Providence [1ª TV]
- I misteri di Silvestro e Titti
- Il fantastico mondo di Richard Scarry
- Il giovane Robin Hood
- Il maialino Slim[2] [1ª TV]
- Il Piccol'orso
- Insektors
- Ippo[2] [1ª TV]
- Jim Henson's Animal Show
- Jolanda, la figlia del Corsaro Nero
- Juanito Jones [1ª TV]
- Jungo [1ª TV]
- Koki[2] [1ª TV]
- L'isola di Noè [1ª TV]
- L'ombra degli Elfi [1ª TV]
- La banda di Monica [1ª TV, solo prima serie]
- La caccia al tesoro di Yoghi
- La famiglia Passiflora [1ª TV]
- La Pimpa
- La principessa Sheherazade [1ª TV]
- La principessa Sissi
- La strega annoiata [1ª TV]
- Lapitch Il piccolo calzolaio [1ª TV]
- Le audaci inchieste di Miss Prudenza[2] [1ª TV]
- Le avventure del bosco piccolo
- Le avventure di Jackie Chan
- Le avventure di Jonny Quest
- Le avventure di Messer Rospo Tom
- Le avventure di Tintin
- Le incredibili avventure di Mumfie
- Le nuove avventure della Pimpa
- Le nuove avventure di Ocean Girl [1ª TV]
- Lupo Alberto
- Mafalda
- Marcellino pane e vino
- Marsupilami
- Martin Matin [1ª TV]
- Martin Mystère [1ª TV]
- Michele Strogoff
- Miss Spider [1ª TV]
- Norman Normal [1ª TV]
- Oscar e la sua banda
- Orsetto Polare
- Orsi sotto il tetto [1ª TV]
- Orson & Olivia
- Papà castoro
- Pel di Carota
- Pelezinho[2] [1ª TV]
- Pingu
- Pinky and the Brain
- Pinky, Elmyra and the Brain
- Quasimodo
- Renada
- Re Babar
- Romualdo la renna [1ª TV]
- Rupert[3]
- Sandokan - La tigre della Malesia
- Sandokan II - La tigre ruggisce ancora
- Sandokan III - Le due tigri
- Santo Bugito [1ª TV]
- Scemo & più scemo
- Silver Brumby
- Sophie
- Sopra i tetti di Venezia [1ª TV]
- Sorriso d'argento
- Storie della buonanotte
- Teddy & Annie - I giocattoli dimenticati[2] [1ª TV, solo seconda stagione]
- The Flintstones Kids
- The Little Lulu Show [1ª TV]
- Tic Tac Toc[2] [1ª TV]
- Tiny Toons
- Titeuf [1ª TV, solo prime due stagioni]
- Toad Patrol - La pattuglia dei ranocchi [1ª TV]
- Toc e Vicky[2] [1ª TV]
- Tom [1ª TV]
- Tom & Jerry Kids
- Tombik & B.B. Show[2] [1ª TV]
- Tommy & Oscar
- Topo e Talpa
- Tre gemelle e una strega [1ª TV]
- Tutenstein
- Un'anatra in giallo [1ª TV]
- Vicini terribili [1ª TV]
- What a Cartoon! [1ª TV]
- Wheel Squad
- Wilf apprendista maghetto [1ª TV]
- Winx Club
- Woofy

#### Anime giapponesi
- Anna dai capelli rossi
- BuBuChaCha
- Digimon Adventure
- Digimon Adventure 02
- Digimon Tamers
- GALS!
- Guru Guru - Il girotondo della magia
- Guru Guru - Il batticuore della magia [1ª TV]
- Heidi (fino al 2003)
- I cavalieri di Mon [1ª TV]
- I ragazzi del Mundial
- L'ape Maia
- La piccola Lulù
- Marco
- Medarot
- Monster Rancher
- Nadja Applefields
- Pip Pop Pattle [1ª TV]
- SuperDoll Rika-chan
- UFO Baby

### Telefilm e show vari
- A scuola di horror[2]
- Banane in pigiama
- Blossom - Le avventure di una teenager[2]
- Camilla e le altre
- Crescere, che fatica!
- Fimbles
- Il mondo di Elmo
- L'albero azzurro
- La nuova famiglia Addams[2]
- Lassie
- Le avventure di Shirley Holmes[2]
- Le barzellette di Go-Cart
- Quell'uragano di papà
- Sesame English
- Sesamo apriti
- Teletubbies
- The Famous Five[2]
- The One[2]
- Tucker e Becca, nemici per la pelle[2]
- Un angelo poco custode[2]
- Un genio per Penelope[2]
- Un raggio di luna per Dorothy Jane / Famiglia cercasi
- Una famiglia come le altre[2]
- Valle di Luna[2]

## Premi e riconoscimenti
- 1996 - Premio Regia Televisiva, Categoria TV dei ragazzi